# 奎爾科
15°24′N 91°58′W / 15.400°N 91.967°W
奎爾科（西班牙語：Cuilco），是危地馬拉的城鎮，位於該國西北部，由韋韋特南戈省負責管轄，面積592平方公里，海拔高度1,149米，2002年人口46,407，人口密度每平方公里78.39人。